# Fujiwara no Sukemasa
Fujiwara no Sukemasa (藤原佐理, [[[944]] - 998] Erro: {{japonês}}: texto da transliteração contém caractere não latino (pos 17) (ajuda)), nobre, estadista e um renomado calígrafo de meados  período Heian da história do Japão . 

## Vida
Sukemasa era membro do Ramo Ononomiya  do Clã Fujiwara e foi o filho mais velho de Fujiwara no Atsutoshi e depois da morte deste foi adotado por seu avô  Fujiwara no Saneyori.
Era um dos San-seki (três pinceis), um grupo de calígrafos de renome do século X 

## Carreira
Serviu os seguintes imperadores : Imperador Murakami (961 - 967); Imperador Reizei (967 - 969); Imperador En'yu (969 - 984); Imperador Kazan (984-986); Imperador Ichijo (986-989).
Em 961 Sukemasa ingressou na corte no Kurōdodokoro (um órgão criado para cuidar dos arquivos do imperador e documentos imperiais bem como atender as várias necessidades pessoais do soberano) durante o reinado do Imperador Murakami . Passou por duas posições militares menores até que, em 967, o seu pai adotivo Saneyori foi apontado como Kanpaku do recém empossado Imperador Reizei . Sukemasa foi promovido esse ano para Ju shi i ge (従四位下, Oficial júnior de quinto escalão) e novamente em 968 para Ju shi i jō (従四位上, Oficial sênior de quinto escalão).
Em 969, quando o Imperador En'yu ascendeu ao trono, Sukemasa foi promovido a Ben-kan (弁官, assessor jurídico) no Daijō-kan . Em 978  foi nomeado Sangi , juntando-se às fileiras do Kuge , e em 984 foi promovido a Ju san mi (従三位, Oficial de terceiro escalão).
Quando seu avô faleceu e a linhagem que iria ter sua descendência no Ramo Kujō passou a dominar o Sekkan após a ascensão do imperador Kazan. Em virtude disto em 991 Sukemasa renuncia ao cargo de Sangi e mudou-se para Kyushu como Dazai Daini (大宰大弐, Assistente do Vice-rei do Dazaifu) . 
Sukemasa veio a falecer em 19 de agosto de 998, aos 54 anos de idade.